# Alexander Göhring
Alexander Göhring (* 22. Dezember 1977 in Tiraspol, Moldauische SSR) ist ein ehemaliger deutscher Fußballspieler und derzeitiger -trainer.

## Karriere
In seiner Jugend spielte Alexander Göhring bei mehreren Karlsruher Fußballvereinen. 2000 kam er zusammen mit seinem  Bruder Viktor Göhring zum SV Waldhof Mannheim. In der Saison 2002/03 absolvierte Göhring acht Einsätze in der 2. Bundesliga.
Nach der Insolvenz und dem Zwangsabstieg in die Oberliga führte er die junge Mannschaft als Kapitän auf den Platz. Nach dem knapp verpassten Aufstieg wurde sein Vertrag nicht verlängert. Alexander Göhring wechselte zur Regionalligamannschaft des 1. FSV Mainz 05, welche er ein Jahr später wieder verließ. 2005 schloss Göhring sich dem FC Nöttingen an. Zwischen 2006 und 2010 war er als Mittelfeldspieler im Amateurbereich für den FC Flehingen aktiv. Von 2010 bis 2016 war er Trainer und Spieler beim SV Kickers Büchig in der Landesliga Mittelbaden. Anschließend beendete er seine Spielerlaufbahn. Seit 2018 betreut er den FC Östringen.